# Semachrysa cruciata
Semachrysa cruciata is een insect uit de familie van de gaasvliegen (Chrysopidae), die tot de orde netvleugeligen (Neuroptera) behoort. 
Semachrysa cruciata is voor het eerst wetenschappelijk beschreven door Esben-Petersen in 1928.